# Hamburger Leuchtturm
Der Hamburger Leuchtturm ist ein Leuchtturm in Cuxhaven, der zwischen 1802 und 1804 von der Freien und Hansestadt Hamburg, zu der damals das Gebiet gehörte, erbaut wurde. Der Leuchtturm an der Alten Liebe ist eines der Wahrzeichen der Stadt und war bis 2001 in Betrieb. Er steht unter niedersächsischem Denkmalschutz und ist in der Liste der Baudenkmale in Cuxhaven enthalten.

## Geschichte
Das Sandsteinportal am Eingang ist mit dem Wappen Hamburgs geschmückt, darunter erklärt eine Inschrift:
„Nautis signum / sibi monumentum erexit / respublica hamburgensis / Ao MDCCCIII“ – „Den Seefahrern zum Zeichen, sich selber zum Denkmal errichtet vom Hamburger Staat im Jahre 1803“. Seine geografische Position: 53 Grad 52 Min. 22. Sek. nördlicher Breite und 8 Grad 42 Min. 34 Sek. östlicher Länge, diente als Nullpunkt des ehemaligen hamburgischen Kartensystems (Vermessungskarten) im Amt Ritzebüttel.
Leuchttürme und Leuchtfeuer galten immer schon als sehr wirksam, um die Küste und die Elbmündung deutlich zu markieren, da man ihr Licht schon aus großer Entfernung erkennen konnte. So befand sich spätestens ab 1648 eine Kohlenblüse auf der Insel Neuwerk, um den von See kommenden Schiffen die Insel, aber auch die nahe Elbmündung anzuzeigen.
Standen zunächst an der Cuxhavener Elbmündung nur große Baken (hohe hölzerne Gestelle, wie die heute noch bestehende Kugelbake in Cuxhaven-Döse), die im Sturm gelegentlich umstürzten, wurde zu Beginn des 19. Jahrhunderts ein massiver Leuchtturm aus Backstein – der Hamburger Leuchtturm – nahe der „Alten Liebe“ errichtet. Der Turm kostete damals 102.000 Mark und wurde am 15. November 1805 in Betrieb genommen.
In diesem aus fast einem Meter dicken Mauern bestehenden, viergeschossigen und 23 Meter hohen Leuchtturm (Feuerhöhe 24 Meter) führen Treppen mit insgesamt 104 Stufen bis zum Turmfeuer in der 18-eckigen Laterne. Die Laterne unter einer kupfergedeckten Haube hat einen Durchmesser von fünf Metern und besteht aus drei übereinander liegenden Reihen von Fenstern aus planem Spiegelglas.
Das ursprüngliche Turmfeuer bestand aus sieben so genannten Argandschen Reflektorlampen, speziellen Öllampen mit einem Runddocht (Rundbrenner, auch Argandbrenner nach dem Erfinder Aimé Argand). Die Lampen wurden zunächst mit Rüböl betrieben. Ihr Licht wurde jeweils von aus Kupfer gefertigten und versilberten Reflektoren (in dieser Kombination Lampe/Reflektor auch als Réverbèren bezeichneten Hohlspiegeln bzw. Parabolspiegeln) gebündelt, die man zuvor aus England bezogen hatte, und die einige Jahre später um zwei weitere ergänzt wurden. Entsprechende Verbesserungen, wie auch die Anlage im Leuchtturm Neuwerk, wurden durch Johann Georg Repsold bewirkt.
Wenn auch zunächst unterbrochen durch eine Pause während der Kontinentalsperre, strahlte das Leuchtfeuer schon anfänglich so weit, dass es auf See noch aus rund sechs Kilometern Entfernung recht gut zu sehen war. Durch technische Erfindungen und Entwicklungen erfolgten immer wieder Verbesserungen. 1892 wechselte man die Argandschen Lampen und ihre Reflektoren gegen eine so genannte Fresneloptik II. Ordnung und eine zentrale Lampe aus.
1899 wurde der Turm von Ferdinand Braun für seine bahnbrechenden Versuche mit der drahtlosen Telegrafie genutzt.
Von 1905 bis 1912 brannte im „Hamburger Leuchtturm“ erstmals ein Starkglühlicht (ein mit Leuchtgas betriebener Glühstrumpf), anschließend ein Petroleumglühlicht. 1927 wurde es durch eine elektrische Bogenlampe und 1937 schließlich durch elektrisches Glühlicht ersetzt. Nachdem der Leuchtturm in Cuxhaven bereits 1924 in die Liste der zu schützenden Baudenkmäler Hamburgs eingetragen wurde, wurden die Verblendsteine des Turms 1934 erneuert. In den 1980er Jahren sowie nach dem Besitzerwechsel 2005 wurde der Turm nochmals renoviert.
Seine Funktion als Leuchtturm und Seezeichen endete am 7. Mai 2001 mit der Löschung des Feuers, da es als Quermarke für die durchgängige Schifffahrt entbehrlich war. Da die Stadt Cuxhaven nicht die entsprechenden Mittel aufbringen konnte, den Turm zu übernehmen, ging der Turm an das Bundesvermögensamt, welches ihn 2002 an private Eigentümer verkaufte. 2004/05 wurde der Turm beim Internet-Auktionshaus eBay freibleibend an privat angeboten, sollte dann erneut versteigert werden und wurde schließlich vor Durchführung dieser Versteigerung freihändig an privat verkauft.
Im August 2022 wurde bekannt, dass der Leuchtturm erneut zum Verkauf steht. Nach erfolgtem Verkauf im Februar 2023 befindet sich das Bauwerk nun wieder in Privatbesitz.

## Betrieb des Leuchtfeuers
Das Leuchtfeuer ist außer Betrieb. Es zeigte bis 2001 ein Quermarkenfeuer als Kurswechselhinweis und einen Steuerbordwarnsektor.
- 1805: Lichtquelle mit Rüböllampen
- 1905: Starkglühlicht mittels Leuchtgasstrumpf
- 1912: Petroleumglühlicht
- 1927: elektrische Bogenlampe
- 1937: elektrisches Glühlicht
- 2001: Löschung
- 2002: erster Verkauf an privat
- 2005: zweiter Verkauf an privat
- 2023: dritter Verkauf an privat und Ausbau zur Ferienwohnung

Ansicht von 1907
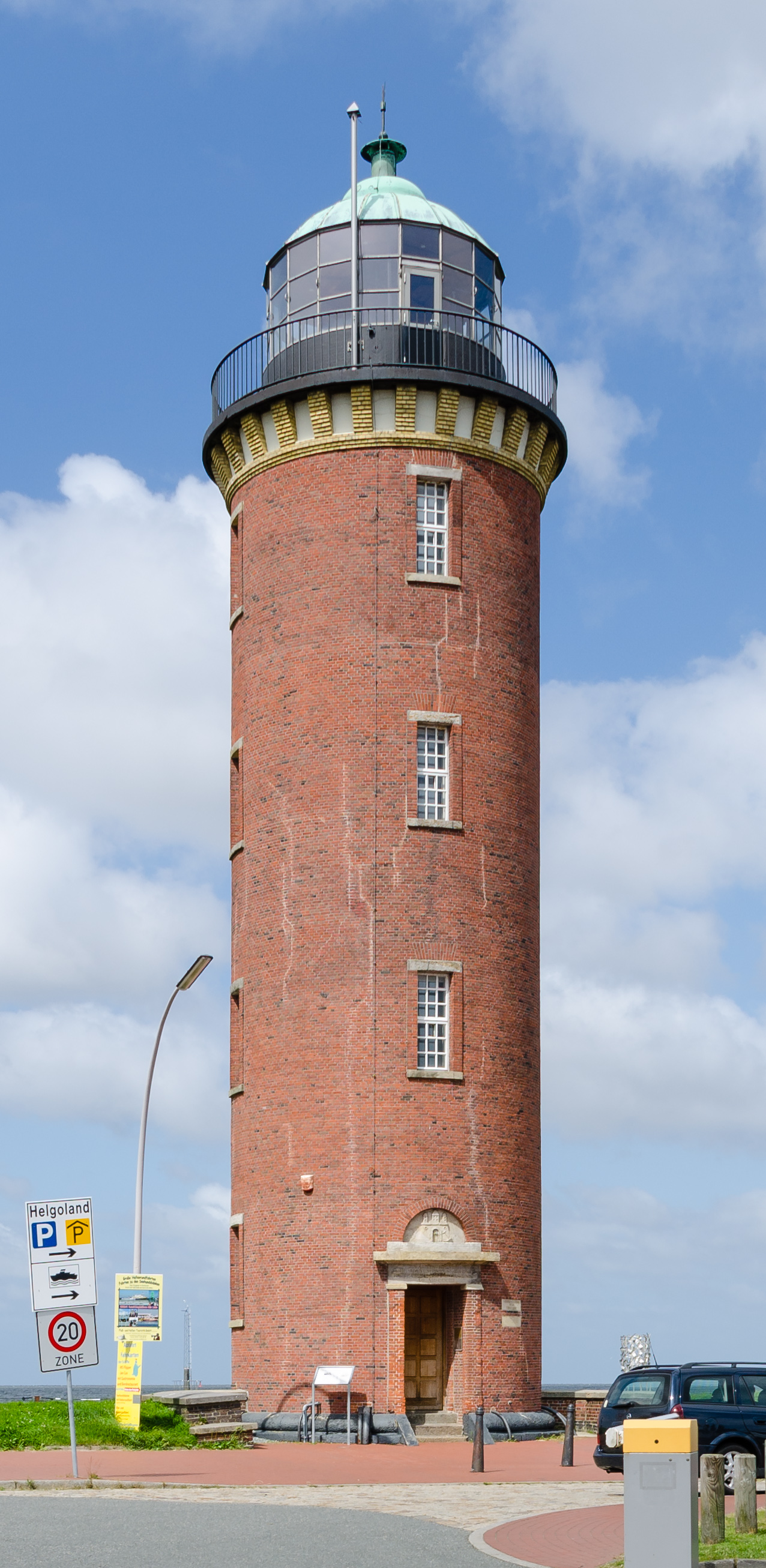
Ansicht 2013 von Südwesten

## Sonstiges
Der Leuchtturm ist auf einem 25 Pfennig-Notgeldschein von 1921 abgebildet.